# Heinäsaari (ö i Norra Österbotten, Nivala-Haapajärvi)
Heinäsaari är en ö i Finland. Den ligger i Pyhäjärvi och i kommunen Pyhäjärvi i den ekonomiska regionen  Nivala-Haapajärvi ekonomiska region  och landskapet Norra Österbotten, i den centrala delen av landet, 400 km norr om huvudstaden Helsingfors. Öns area är 1,4 hektar och dess största längd är 240 meter i nord-sydlig riktning. Ön består av öppen sand, och dess utsträckning därför inte helt entydig.